# Pseudogyrtona fulvana
Pseudogyrtona fulvana är en fjärilsart som beskrevs av Bethune-Baker 1908. Pseudogyrtona fulvana ingår i släktet Pseudogyrtona och familjen nattflyn. Inga underarter finns listade i Catalogue of Life.